# Common Ground (film 1916)
Common Ground è un film muto del 1916 diretto da William C. de Mille e sceneggiato da Marion Fairfax. Prodotto dalla Jesse L. Lasky Feature Play Company e distribuito dalla Paramount Pictures, aveva come interprete principale Marie Doro, famosa attrice teatrale, affiancata da Thomas Meighan, Theodore Roberts, Mary Mersch, Horace B. Carpenter.

## Trama
Nella sua crociata contro il malcostume, il giudice Evans vuole denunciare anche Mordant, il padre della propria fidanzata, un magistrato corrotto e senza scrupoli. Venuto a conoscenza delle intenzioni di Evans, Mordant escogita un piano per screditarlo, usando cinque ragazzine minorenni e una prostituta. La carriera di Evans viene rovinata, il giudice in disgrazia viene abbandonato anche dalla fidanzata e lui finisce per ammalarsi. Ma una delle sue giovani accusatrici, pentita di aver partecipato al piano per incastrarlo, si ravvede e si prende cura di lui. Non solo. Convince le altre sue complici ad andare con lei dal procuratore distrettuale per confessare il ruolo che hanno avuto nella macchinazione di Mordant. Riabilitato, Evans, ormai guarito e con la reputazione salva, dichiara alla ragazza di amarla e chiede la sua mano.

## Produzione
Il film fu prodotto dalla Jesse L. Lasky Feature Play Company.

## Distribuzione
Il copyright del film, richiesto dalla Jesse L. Lasky Feature Play Co., fu registrato il 12 luglio 1916 con il numero LP8679.
Negli Stati Uniti, il film fu distribuito dalla Paramount Pictures (Famous Players-Lasky Corporation) che lo fece uscire nelle sale il 30 luglio 1916.
Copia completa della pellicola si trova conservata negli archivi del BFI di Londra.